# TI-66

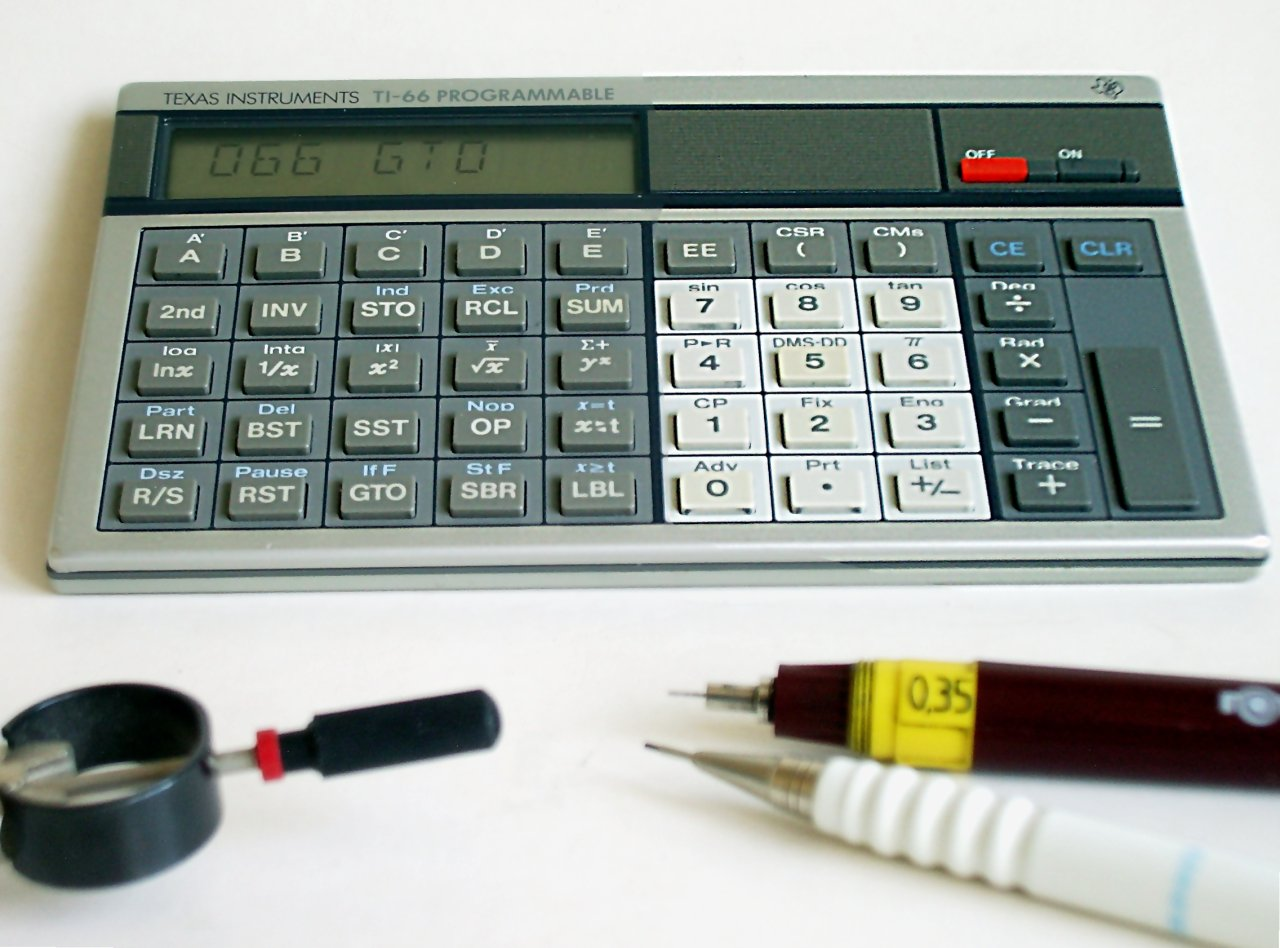
TI-66

TI-66 PROGRAMMABLE は、テキサス・インスツルメンツ(TI)が1983年から1988年まで日本で製造していたプログラム電卓である。

## 特徴
TI-66は、TI社がAOS(ALGEBRAIC OPERATING SYSTEM)と呼ぶ標準入力方式を搭載している。
TI-66ではキーボード上に記載された機能のほかに、OPキーによる特殊制御機能を使用することができる。この特殊制御機能には、プリンタ制御、統計、メモリ領域の再分割（リパーティショニング）、例外処理用のエラー検出、データメモリの内容のインクリメント/デクリメントなどの機能が含まれる。
TI-66は、PC-200サーマルプリンタを接続することで、液晶ディスプレイに表示されている内容、プログラムリスト、データメモリの内容、プログラムのデバッグ用のトレース情報あるいはその他のメッセージを印刷可能である。

## プログラミング
TI-66は、キーストローク方式のプログラミングが可能であり、最大512ステップまでのプログラムを組むことができる。
TI-66は、TI-59、TI-58、TI-58Cと同じ命令セットを使用しており、これらの電卓用のプログラムをキー入力することで実行することが可能である。

### プログラム例
（例） 2 以上 69 以下の指定した整数の階乗を計算するプログラムの例を示す。
```
行       コード        コメント

000-001  LBL A       ラベルA(LBL A)を設置する。
002-003  STO 01      メモリ01にストアする。
004      1           1を置数する。
005-006  LBL B       ラベルB(LBL B)を設置する。
007      *           乗算を行う。
008-009  RCL 01      メモリ01をリコールする。
010-012  DSZ 01 B    メモリ01から1を減じ、その結果がゼロならば次のステップ(013)へ進む。
                     そうでなければラベルB(005)へ進む。
013      =           最後の乗算を計算し確定させる。
014      RTN         プログラムを終了し、結果を表示する。
```

このプログラムを実行するには、
```
6 A
```

又は
```
RST 6 R/S
```

のようにキー入力する。プログラムが終了すると計算結果が
```
720
```

のように表示される。